# ファルージャ (バンド)
ファルージャ(英: Fallujah)はアメリカ・カリフォルニア州サンフランシスコ出身のテクニカルデスメタルバンド。2007年結成。これまでにザ・ブラック・ダリア・マーダー、カーニフェックス、ダイイング・フィータス、ビトウィーン・ザ・ベリード・アンド・ミーといった面々とツアーを行った。

## 概要
2007年に高校の同級生であったAlex Hofmann、Scott Carstairs、Tommy Logan、Dan Wissinger、Suliman Arghandiwalの4人で結成された。同年6月15日、ウォールナットクリークにて結成後初ライブを行う。彼らは最初に『Tyrant』『Verdict』『Schleicher』『Infidel』の4曲をデモとしてリリースした。当時の音楽性はベイエリアのハードコア・シーンに強く影響され、Lionheart、Hoods、Suffokate、Lose Noneといったバンドと共演していた。
その後、ベーシストのDan WissingerとドラマーのTommy Loganが脱退。後任にベーシストのBrandon Hoberg（元Vivisection）と、彼らの友人であったAndrew Bairdがドラマーとして加入する。彼らは2つめのデモ音源をバカビルのTWSスタジオで収録した。『Prophets』『Blacklist』『100 Years From Now』が収録され、2008年1月にリリースされた。
一年後、彼らはデビューEP『Leper Colony』の制作に取り掛かる。レコーディングに先駆けて、当初のボーカリストであったSuliman Arghandiwalを脱退させ、ギタリストであったAlex Hofmannがボーカリストを務めることになった。Hofmannの穴埋めとしてRob Maramonteがギタリストとして加入した。『Leper Colony』は今日の彼らを特徴づけるテクニカルデスメタルやブラックメタル、そしてアトモスフェリックな要素が混合した音楽性の基盤となった。元旦に彼らはサンフランシスコのPandaスタジオにて、Sam Puraと共にレコーディングを行った。このEPは2009年1月下旬にリリースされている。
『Leper Colony』のリリース後、彼らは徐々に評価と知名度を獲得し、活動範囲を拡大する。メンバーの高校卒業後間もなく、バンドは始めて公式的にツアーを行った。2009年から2011年の間に、Fallen Figure、Picture it in Ruins、Condemned、Diskreet、Catalepsyらと共に定期的に全米ツアーを回っている。
2011年、ファルージャはカリフォルニア発のUnique Leaderレコードと契約し、初のフルアルバムである『The Harvest Wombs』の制作に着手する。この作品では従来よりブレイクダウンなどのヘヴィな要素を抑え、メロディックなリードやアトモスフェリックなコード進行を多く取り入れるなどして、ファン層をより拡大させた。
1stアルバムのリリース後、彼らはサフォケイション、ザ・ブラック・ダリア・マーダー、セファリック・カーネイジ、Goatwhore、Hate Eternal、Skeletonwitch、Havok、Pathologyらに帯同しながら国内外の様々な公演に出演した。
2013年5月、自主出版によるEP『Nomadic which』をリリース。この作品はアンビエント的シーケンスやクリーントーンのギター、WhirrのByanca Munozによる女性ボーカルなどを導入し、「アトモスフェリック・デスメタル」と呼ばれる彼らのスタイルを決定づけたと言われる。
2014年7月22日、2nd『The Flesh Prevails』をUnique Leaderよりリリースする。同作品はモービッド・エンジェル、ザ・フェイスレス、ダイイング・フィータス、Thy Art Is Murderらと共に参加したSummer Slaughterツアーでも販売された。「ラウドネス・ウォーの犠牲者」などの批評はあったものの、この作品は大きな賞賛を受け、成功を収めた。
2016年、ファルージャはニュークリア・ブラストと契約し、4月29日に3rd『Dreamless』をリリースする。同作品より女性ボーカルをフィーチャーした曲である『The Void Alone』のPV、および『Scar Queen』の演奏動画が公開された。
2017年7月14日、Alex HofmannがFacebookのバンド公式ページにて脱退することを発表した。

## メンバー
| 現在のメンバー - Andrew Baird – ドラム (2007–現在) - Scott Carstairs – ギター (2007–現在) - Rob Morey – ベース (2009–現在) - Brian James – ギター (2012-2013※サポート, 2013–現在) | 過去のメンバー - Dan Wissinger – ベース (2007) - Brandon "Brando" Hoberg – ベース (2007-2009) - Tommy Logan – ドラム (2007) - Suliman Arghandiwal – ボーカル (2007-2008) - Rob Maramonte – ギター (2008-2009, 2010-2013) - Anthony Borges – ギター (2009-2010) - Alex Hofmann – ボーカル・プログラミング (2007–2017), ギター (2007-2008) | サポートメンバー - Chason Westmoreland – ドラム (2012) - Alex Lopez – ドラム (2012) - Greg Paulson – ギター (2013) - Nic Gruhn – ギター (2013) - Brian James – ギター (2013) - Monte Barnard – ボーカル (2017) |

タイムライン

## ディスコグラフィー
スタジオ・アルバム
| 2011                                                                    | The Harvest Wombs - リリース日: 2011年11月22日 - レーベル: Unique Leader - フォーマット: CD、デジタルダウンロード | —   | — | —  | —  | —  |
| 2014                                                                    | The Flesh Prevails - リリース日: 2014年7月22日 - レーベル: Unique Leader - フォーマット: CD、デジタルダウンロード | 115 | 2 | 26 | 39 | 15 |
| 2016                                                                    | Dreamless - リリース日: 2016年4月29日 - レーベル: Nuclear Blast - フォーマット: CD、デジタルダウンロード          | 154 |   |    |    |    |
| ※棒線はチャート外もしくは該当地域でリリースされていないことを表します。 | |     |   |    |    |    |

EP
| 年   | 詳細                                                                                              |
| ---- | ------------------------------------------------------------------------------------------------- |
| 2009 | Leper Colony - リリース日: 2009年1月17日 - レーベル: Grindhouse - フォーマット: 利用不可          |
| 2013 | Nomadic - リリース日: 2013年4月2日 - レーベル: Unique Leader - フォーマット: デジタルダウンロード |

デモ
- Demo 2009 (2009)
- Demo 2010 (2010)